# Lo Chambon (Alt Loira)
Le Chambon-sur-Lignon és un municipi francès situat al departament de l'Alt Loira i a la regió d'Alvèrnia-Roine-Alps. L'any 2007 tenia 2.662 habitants.

## Demografia

### Població
El 2007 la població de fet de Le Chambon-sur-Lignon era de 2.662 persones. Hi havia 1.136 famílies de les quals 408 eren unipersonals (168 homes vivint sols i 240 dones vivint soles), 360 parelles sense fills, 284 parelles amb fills i 84 famílies monoparentals amb fills.
La població ha evolucionat segons el següent gràfic:
Habitants censats

### Habitatges
El 2007 hi havia 2.064 habitatges, 1.148 eren l'habitatge principal de la família, 778 eren segones residències i 138 estaven desocupats. 1.514 eren cases i 526 eren apartaments. Dels 1.148 habitatges principals, 775 estaven ocupats pels seus propietaris, 327 estaven llogats i ocupats pels llogaters i 46 estaven cedits a títol gratuït; 19 tenien una cambra, 98 en tenien dues, 243 en tenien tres, 310 en tenien quatre i 478 en tenien cinc o més. 844 habitatges disposaven pel capbaix d'una plaça de pàrquing. A 569 habitatges hi havia un automòbil i a 386 n'hi havia dos o més.

### Piràmide de població
La piràmide de població per edats i sexe el 2009 era:
| Homes | Edats   | Dones |
| ----- | ------- | ----- |
| 0     | 95 o +  | 8     |
| 12    | 90 a 94 | 16    |
| 4     | 85 a 89 | 40    |
| 0     | 80 a 84 | 28    |
| 60    | 75 a 79 | 72    |
| 76    | 70 a 74 | 100   |
| 80    | 65 a 69 | 88    |
| 56    | 60 a 64 | 76    |
| 40    | 55 a 59 | 80    |
| 124   | 50 a 54 | 76    |
| 56    | 45 a 49 | 88    |
| 116   | 40 a 44 | 96    |
| 96    | 35 a 39 | 92    |
| 104   | 30 a 34 | 64    |
| 56    | 25 a 29 | 96    |
| 56    | 20 a 24 | 36    |
| 92    | 15 a 19 | 120   |
| 108   | 10 a 14 | 100   |
| 76    | 5 a 9   | 84    |
| 48    | 0 a 4   | 60    |

## Economia
El 2007 la població en edat de treballar era de 1.560 persones, 1.037 eren actives i 523 eren inactives. De les 1.037 persones actives 931 estaven ocupades (481 homes i 450 dones) i 108 estaven aturades (53 homes i 55 dones). De les 523 persones inactives 179 estaven jubilades, 169 estaven estudiant i 175 estaven classificades com a «altres inactius».

### Ingressos
El 2009 a Le Chambon-sur-Lignon hi havia 1.153 unitats fiscals que integraven 2.490 persones, la mediana anual d'ingressos fiscals per persona era de 15.555 €.

### Activitats econòmiques
Dels 214 establiments que hi havia el 2007, 1 era d'una empresa extractiva, 7 d'empreses alimentàries, 2 d'empreses de fabricació de material elèctric, 6 d'empreses de fabricació d'altres productes industrials, 39 d'empreses de construcció, 51 d'empreses de comerç i reparació d'automòbils, 4 d'empreses de transport, 25 d'empreses d'hostatgeria i restauració, 3 d'empreses d'informació i comunicació, 8 d'empreses financeres, 13 d'empreses immobiliàries, 12 d'empreses de serveis, 29 d'entitats de l'administració pública i 14 d'empreses classificades com a «altres activitats de serveis».
Dels 76 establiments de servei als particulars que hi havia el 2009, 1 era una oficina de correu, 3 oficines bancàries, 2 funeràries, 4 tallers de reparació d'automòbils i de material agrícola, 1 taller d'inspecció tècnica de vehicles, 2 autoescoles, 8 paletes, 4 guixaires pintors, 14 fusteries, 5 lampisteries, 6 electricistes, 5 perruqueries, 13 restaurants, 6 agències immobiliàries, 1 tintoreria i 1 saló de bellesa.
Dels 24 establiments comercials que hi havia el 2009, 1 era un supermercat, 1 una gran superfície de material de bricolatge, 2 botigues de més de 120 m², 5 fleques, 2 carnisseries, 4 llibreries, 3 botigues de roba, 3 botigues d'electrodomèstics, 1 una botiga de material esportiu, 1 una joieria i 1 una floristeria.
L'any 2000 a Le Chambon-sur-Lignon hi havia 25 explotacions agrícoles que ocupaven un total de 910 hectàrees.

## Equipaments sanitaris i escolars
El 2009 hi havia 1 hospital de tractaments de mitja durada (seguiment i rehabilitació), 2 farmàcies i 1 ambulància.
El 2009 hi havia 1 escola maternal i 1 escola elemental. A Le Chambon-sur-Lignon hi havia 2 col·legis d'educació secundària i 1 liceu d'ensenyament general. Als col·legis d'educació secundària hi havia 245 alumnes i als liceus d'ensenyament general 180.

## Poblacions més properes
El següent diagrama mostra les poblacions més properes.

## Història recent

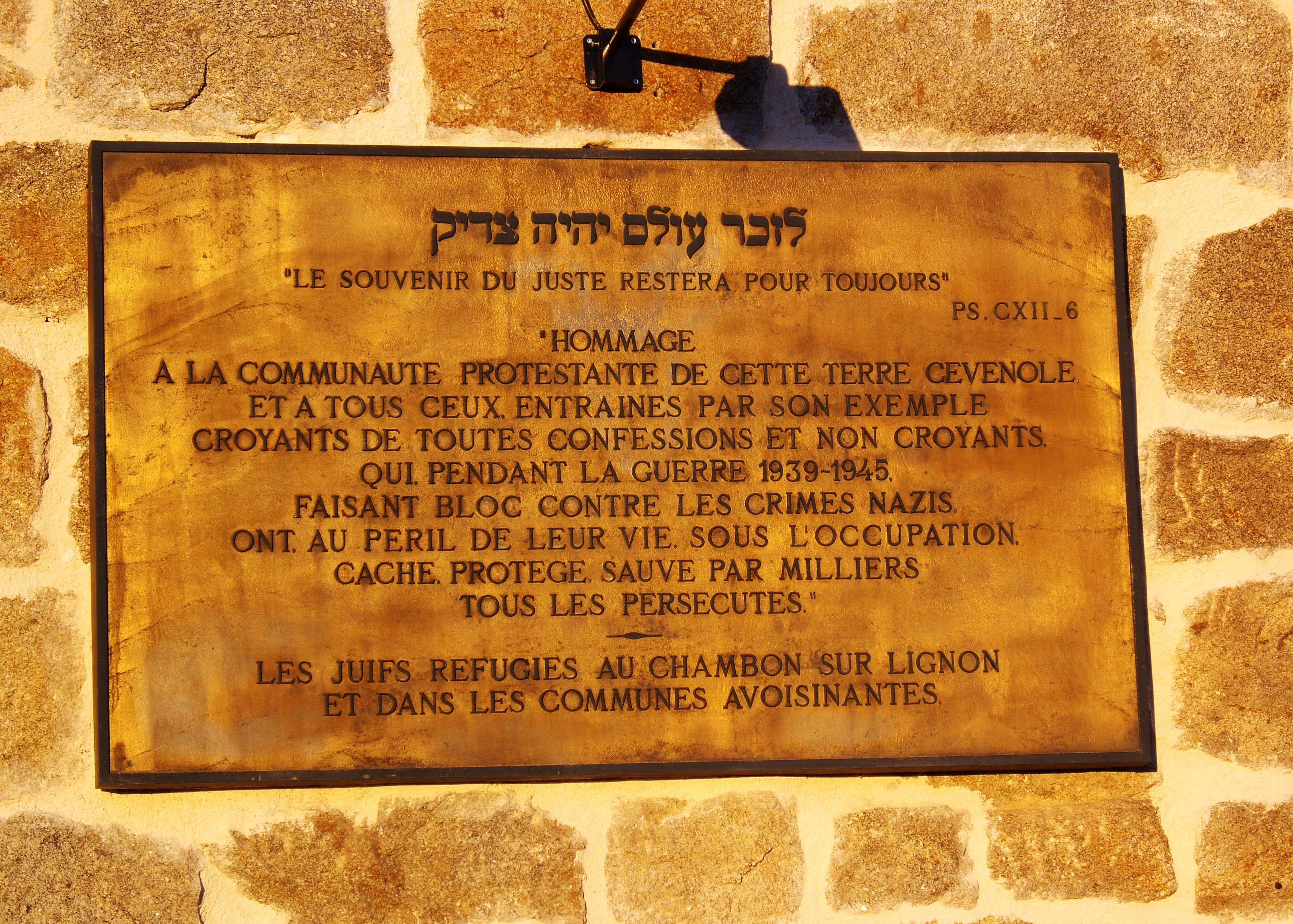
Placa commemorativa de l'operació de salvament de jueus a Chambon

Amb una població majoritàriament protestant, el poble tenia una certa tradició d'ajuda als pobres. Durant la Segona Guerra Mundial i liderats pel pastor André Trocmé i la seva esposa Magda, els habitants del poble acolliren jueus en les seves cases i granges, amagant-los al bosc en moments de perill i anant-los a cercar amb una consigna preestablerta després. També els donaren documents falsificats per facilitar-los el pas a Suïssa. És difícil de calcular el nombre de jueus que pogueren trobar refugi o mitjà d'evasió per les accions dels habitants de Chambon, tot i que les estimacions prudents els valoren en més de 3 mil. Així mateix, és difícil de singularitzar els habitants, també el catòlics, del poble o de les granges de l'entorn que col·laboraren. Alguns en patiren les conseqüències, com el cosí del pastor, Daniel Trocmé que fou deportat i morí al camp de concentració de Majdanek. A més de la quarantena de nominacions individuals a persones, el poble (com a col·lectiu) fou distingit amb el títol de Just entre les Nacions per l'institut Iad va-Xem.